# 争取变革和解放人民阵线
争取变革和解放人民阵线（阿拉伯语：‎，羅馬化：al-Jabha aš-š‘abiyya li'l-taghayyir wa'l-taḥrīr）是叙利亚的一个政党联盟，成立于2011年8月，目前有5名议员。该联盟属温和反对派，主张和巴沙尔·阿萨德政权对话，不主张使用武力推翻阿萨德政权。该联盟的意识形态为世俗主义、民族主义。该联盟的创始成员有叙利亚民族社会党（已退出）、人民意志党等。